# Transportation and Ticket Center

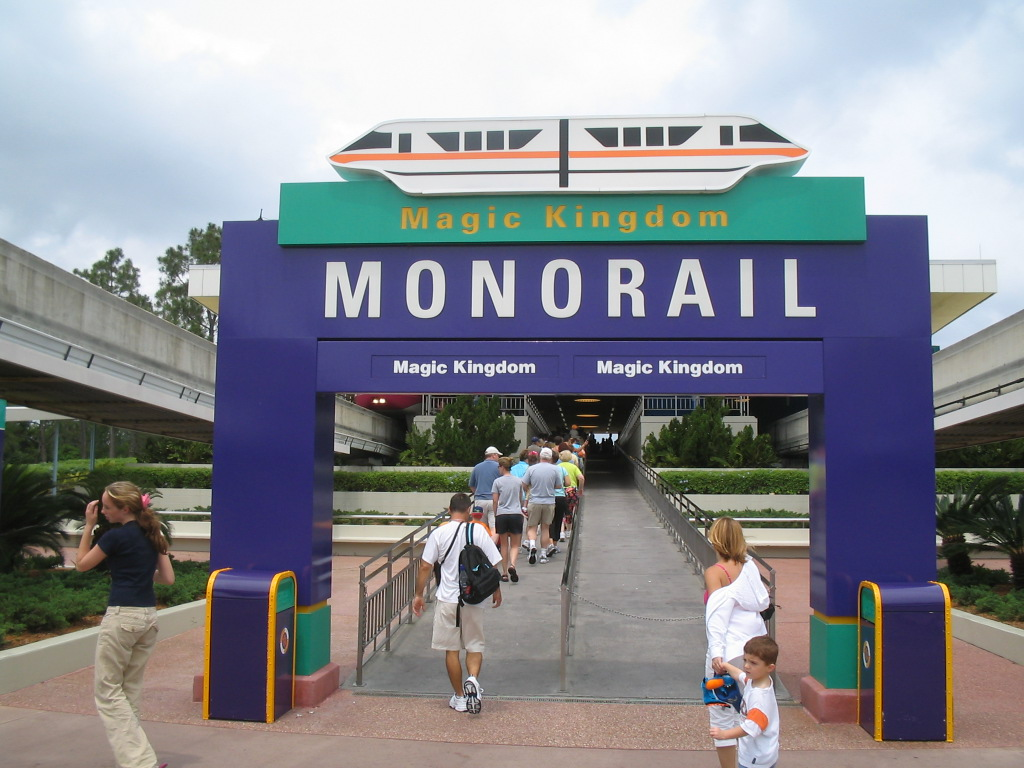
Entrée de la station de monorail.

Le Transportation and Ticket Center est un hub multimodal créé en 1971 au sein du complexe de Walt Disney World Resort situé au sud du Seven Seas Lagoon.
Les visiteurs laissent leurs véhicules sur le parking de 8 000 places et rejoignent le centre grâce à un système de tramways. Arrivés sur une immense place (située juste à côté du Disney's Polynesian Resort), ils sont invités à prendre l'un des nombreux systèmes de transports.
Le centre permet aussi d'acheter des tickets pour le parc du Magic Kingdom, situé de l'autre côté du lagon.

## Monorail
Le centre comporte une double station du Walt Disney World Monorail, qui avec trois lignes permet de rejoindre : 
- le parc du Magic Kingdom de façon express
- le parc du Magic Kingdom de façon omnibus avec un arrêt à chacun des hôtels disposés le long de la voie.
- le parc Epcot (situé à 5 kilomètres au sud-est)

La liaison avec le parc EPCOT a été ajoutée en 1982 pour l'ouverture de ce parc.

## Ferries
Un embarcadère de ferries permet de rejoindre le Magic Kingdom ou certains hôtels du Seveans Seas Lagoon et de Bay Lake. Esthétiquement ils s'inspirent du Ferry de Staten Island à New York.
Les trois ferries sont différenciés par leur couleur et nommé d'après d'anciens directeurs de Disney : le General Joe Potter (bleu), le Richard F. Irvine (rouge) et l'Admiral Joe Fowler (vert).

## Bus
Le système de bus Disney baptisé Disney Transport permet de rejoindre les différents hôtels et parcs du complexe. Un service spécial permet de rejoindre aussi l'hôtel Shades of Green.